# Aberystwyth
Pronunciação
Aberystwyth (pronúncia AFI: /ˌæbəˈrɪstwɪθ/, e, no dialeto do sul de Gales, AFI: [abɛrˈəstɔʏθ]) é uma cidade do condado de Ceredigion, situada no oeste do País de Gales, Reino Unido. Seu nome significa "Foz do rio Ystwyth", em galês.
Aberystwyth é sede da Universidade de Gales, do Colégio Teológico Metodista e da Biblioteca Nacional Galesa. É também uma famosa estância de veraneio, fica situada na foz do rio Rheidol.